# Jan Małecki (lekarz)
Jan Małecki (ur. 1902 w Świątnikach Wielkich, zm. 1982 w Poznaniu) – polski lekarz laryngolog, profesor medycyny, członek założyciel Bydgoskiego Towarzystwa Naukowego.

## Życiorys
Urodził się 6 czerwca 1902 r. w Świątnikach Wielkich koło Gniezna. Był synem Wojciecha i Praksedy z Kozyńskich. Po ukończeniu szkoły powszechnej uczył się w gimnazjach w Trzemesznie i Gnieźnie. Po zdaniu matury w 1919 r. zaciągnął się do Wojska Polskiego. Po demobilizacji w 1920 r. wstąpił na Wydział Lekarski Uniwersytetu Poznańskiego. Po dwóch trymestrach przeniósł się na Wydział Lekarski Uniwersytetu Jagiellońskiego. Od września 1923 do lutego 1925 r. studiował medycynę na Uniwersytecie Jana Kazimierza we Lwowie i uzyskał dyplom doktora nauk lekarskich. Praktykę lekarską odbył w Szpitalu Powszechnym we Lwowie, na Oddziale Chirurgicznym Szpitala Miejskiego w Bydgoszczy i w Zakładzie Neuropsychiatrycznym w Dziekance koło Gniezna. W latach 1921–1931 pracował jako lekarz ogólny, najpierw w Kłecku, a następnie w Swarzędzu. 29 stycznia 1932 prezydent RP nadał mu stopień porucznika z dniem z 2 stycznia 1932 i 144. lokatą w korpusie oficerów rezerwowych sanitarnych, grupa lekarzy. Posiadał wówczas przydział do Kadry Zapasowej 7 Szpitala Okręgowego w Poznaniu.
W latach 1932–1938 pracował w Klinice Laryngologicznej Wydziału Lekarskiego Uniwersytetu Poznańskiego. Kontynuował rozpoczętą wcześniej pracę naukową. Jako asystent ogłosił drukiem 15 prac naukowych, w tym 5 w czasopismach zagranicznych. W okresie letnim 1935-1939 praktykował w Ciechocinku. Na podstawie prowadzonych tam badań powstały prace o wpływie przeciwobrzękowym solanek oraz o odczynach ustroju po kąpielach i wziewach. W 1938 r. odbył podróż naukową do kliniki profesora Clausa w Szpitalu Rudolfa Virchowa w Berlinie.
W czasie kampanii wrześniowej 1939 r. uczestniczył w bitwie pod Kutnem. Po uwolnieniu z niewoli niemieckiej powrócił do Poznania, skąd wywieziono go do Generalnego Gubernatorstwa. Aresztowany w Warszawie został osadzony na krótko w obozie koncentracyjnym w Oranienburgu- Sachsenhausen. Po wyjściu z obozu pracował w latach 1940-1945 jako laryngolog w Szpitalu Miejskim i Ubezpieczalni Społecznej w Radomiu, gdzie uczestniczył w tajnym nauczaniu studentów. W marcu 1945 r. wstąpił do Wojska Polskiego i przeszedł szlak bojowy od Kołobrzegu do Berlina, pełniąc funkcję szefa Oddziału Laryngologicznego w Szpitalu Specjalistycznym Armii. Następnie pracował w stopniu pułkownika w Szpitalu Klinicznym w Łodzi. Należał też do Rady Naukowej zespołu organizującego Wojskową Akademię Medyczną.
W 1951 r. habilitował się w Akademii Medycznej w Gdańsku, w 1954 r. mianowano go profesorem nadzwyczajnym. Prowadził wykłady z otolaryngologii na Wydziale Stomatologii Akademii Medycznej w Gdańsku (1951-1953) i Akademii Medycznej w Łodzi (1954-1958). W 1956 r. został zastępcą dyrektora do spraw nauki w Instytucie Balneologicznym w Poznaniu.
W 1957 r. przeniósł się na stałe do Bydgoszczy, gdzie objął Oddział Laryngologiczny Szpitala Ogólnego nr 1 oraz Zakład Laryngologii Instytutu Doskonalenia i Specjalizacji Kadr Lekarskich w Bydgoszczy. Zakład ten został przemianowany w 1960 r. na II Klinikę Laryngologii Studium Doskonaleniu Lekarzy Akademii Medycznej w Warszawie, a później w II Klinikę Laryngologii Centrum Medycznego Kształcenia Podyplomowego w Bydgoszczy. Pod jego kierunkiem dynamicznie rozwinęła się działalność naukowo-szkoleniowa placówki. W latach 1953–1972 przeszkolono w Bydgoszczy 668 lekarzy w zakresie otolaryngologii. W ciągu 10 lat zespół Kliniki Laryngologicznej ogłosił 67 prac naukowych klinicznych i doświadczalnych, w tym 12 w językach obcych. W okresie tym 4 osoby uzyskały stopnie doktora, a jeden lekarz stopień doktora habilitowanego medycyny. Klinika bydgoska stała się liczącym się ośrodkiem specjalistycznym w kraju. Do Bydgoszczy przeniesiono też redakcję czasopisma „Otolaryngologia Polska”. Od 1972 r. przebywał na emeryturze. 
Zmarł 29 czerwca 1982 r. w Poznaniu. Został pochowany na cmentarzu parafialnym św. Jana Vianneya w Poznaniu.

### Praca naukowa
Jego zainteresowania naukowe skupiały się głównie na problemach: leczenia złamań podstawy przedniego dołu czaszkowego i związanych z tym operacjach zatok przynosowych, badaniach ultrastrukturalnych ucha wewnętrznego i na analizie fizjologii i fizjopatologii narządu równowagi. Upowszechniał zabiegi chirurgiczne na zatokach przynosowych oraz wprowadzał nowoczesne metody chirurgicznego leczenia nowotworów w laryngologii. Jego dorobek naukowy obejmuje 91 prac, w tym 25 w językach obcych. Ich tematem były: odczynność naczynioruchowa w bólach głowy, nieżytach nosa i zawrotach głowy, zakażenia ogniskowe, ciężkie urazy czaszki, fizjologia i histologia błędnika, układ równowagi w warunkach stosowania bodźców habituacyjnych.
Już pierwsze jego publikacje cytowano w podręcznikach z zakresu laryngologii. Pod jego kierunkiem 6 lekarzy uzyskało stopień doktora, a 2 – stopień doktora habilitowanego nauk medycznych.
Od 1948 r. czynnie uczestniczył w zjazdach otolaryngologów polskich oraz w kilku zagranicznych. W 1959 r. został członkiem The Royal Society of Medicine w Londynie. Pełnił odpowiedzialne funkcje w Polskim Towarzystwie Otolaryngologicznym (członek zarządu, prezes oddziału bydgoskiego 1960-1971) i Polskim Towarzystwie Lekarskim (prezes oddziału bydgoskiego 1956-1960). Był redaktorem naczelnym czasopisma „Otolaryngologia Polska” (1958-1974) i członkiem zespołu redakcyjnego „Excerpta Medica” w Amsterdamie (1963-1976). Zasiadał w licznych Radach Naukowych.

### Założyciel BTN
3 maja 1957 r. wszedł w skład Komitetu Organizacyjnego Bydgoskiego Towarzystwa Naukowego. Od stycznia 1959 r. był członkiem zwyczajnym (założycielem) BTN. Działał w Wydziale Nauk Przyrodniczych i jego Komisji Nauk Lekarskich (od 1975 Komisja Nauk Medycznych). W zarządzie BTN pełnił funkcję wiceprezesa (1959-1962), a od 9 maja 1962 do 18 marca 1976 prawie przez pięć kadencji – funkcję prezesa BTN. W 1976 r. otrzymał godność prezesa honorowego tego Towarzystwa, a w 1979 – członkostwo honorowe.

## Odznaczenia
- Krzyż Komandorski Orderu Odrodzenia Polski
- Krzyż Kawalerski Orderu Odrodzenia Polski
- Srebrny Krzyż Zasługi (dwukrotnie)
- Odznaką „Za wzorową pracę w służbie zdrowia” (1956)[3]
- Odznaka honorowa: „Bydgoszcz-Zasłużonemu Obywatelowi”
- Odznaka „Za Szczególne Zasługi dla Rozwoju Województwa Bydgoskiego”
- Nagroda I stopnia Ministra Zdrowia i Opieki Społecznej (1967)
- Nagroda Wojewódzka I stopnia (1969)
- Srebrny Medal „Siły Zbrojne w Służbie Ojczyzny”
- węgierski Medal „Post-Magye-Semmelweis”